# 제주특별자치도의 코로나19 범유행
다음은 제주특별자치도에서의 코로나19 범유행에 대한 설명이다.

## 경과
2020년 2월 20일, 제주특별자치도에서 첫 확진자가 발표되었다. 해당 확진자는 20대 군인이다.
2021년 2월 15일 제주대학교병원에 제주특별자치도 내 첫 사망자 발생하였다. 사인은 합병증을 병세 악화하였다.
첫 사망자 이후 제주특별자치도에 추가사망자는 한명도 없다.
2021년 5월 28일 도내 누적 확진자는 1천명 돌파하였다.
2021년 8월 두 번째 사망자가 발생하였다. 격리 치료중 사망하였다.
2021년 11월 3~9번째 사망자가 발생하였다. 격리 치료중 사망하였다.
2021년 12월 10~13번째 사망자가 발생했다. 격리 치료중 사망하였다.
2022년 2월 14일 도내 누적 확진자는 1만명 돌파하였다.
2022년 2월 23일 도내 누적 확진자는 2만명 돌파하였다.
2022년 2월 14~25번째 사망자가 발생하였다. 치료중 사망하였다.
2022년 3월 1일 도내 누적 확진자는 3만명 돌파하였다.
2022년 3월 4일 도내 누적 확진자는 4만명 돌파하였다.
2022년 3월 7일 도내 누적 확진자는 5만명 돌파하였다.
2022년 3월 10일 도내 누적 확진자는 6만명 돌파하였다.
2022년 3월 12일 도내 누적 확진자는 7만명 돌파하였다.
2022년 3월 14일 도내 누적 확진자는 8만명 돌파하였다.
2022년 3월 16일 도내 누적 확진자는 9만명 돌파하였다.
2022년 3월 18일 도내 누적 확진자는 10만명 돌파하였다.
2022년 3월 28일 도내 누적 확진자는 15만명 돌파하였다.
2022년 3월, 26~109번째 사망자가 발생하였다. 치료중 사망하였다.
2022년 4월 13일 도내 누적 확진자는 20만명 돌파하였다.
2022년 4월, 110~164번째 사망자 발생하였다. 치료중 사망하였다.
2022년 5월, 165~179번째 사망자 발생하였다. 격리 치료중 사망하였다.
2022년 6월, 180~181번째 사망자 발생하였다. 치료중 사망하였다.
2022년 7월 20일 도내 누적 확진자는 25만명 돌파하였다.
2022년 7월, 182~185번째 사망자가 발생하였다. 격리 치료 중 사망하였다.
2022년 8월 18일 도내 누적 확진자는 30만명 돌파하였다.
2022년 8월, 186~207번째 사망자가 발생하였다. 치료중 사망하였다.
2022년 9월, 208~216번째 사망자가 발생하였다. 치료중 사망하였다.
2022년 10월 217번째 사망자가 발생하였다. 치료중 사망하였다.
2022년 11월 218~223번째 사망자가 발생하였다. 치료중 사망하였다.
2022년 12월 224~238번째 사망자가 발생하였다. 치료중 사망하였다.
2023년 1월 239~260번째 사망자가 발생했다. 치료중 사망하였다.
2023년 2월 261~264번째 사망자가 발생했다. 치료중 사망하였다.
2023년 3월 265~268번째 사망자가 발생하였다. 치료중 사망하였다.
2023년 4월 269~271번째 사망자가 발생하였다. 치료중 사망하였다.
2023년 5월 19일 도내 누적 확진자는 40만명 돌파하였다.
2023년 5월 272~280번째 사망자가 발생하였다. 치료중 사망하였다.
1. ↑  “제주서 코로나19 첫 사망자 발생…건강하던 60대 완치 후 합병증”. 2021년 7월 14일에 확인함.
2. ↑  “'청정 제주' 결국 코로나에 무너지나…누적 확진자 1천명 돌파”. 2021년 7월 19일에 확인함.